# Харни, Джордж Джулиан
Джордж Джулиан Харни (Гарни, англ. George Julian Harney; 17 февраля 1817, Дептфорд — 9 декабря 1897, Ричмонд, графство Суррей) — английский политик и журналист, деятель британского рабочего движения, один из лидеров левого крыла чартизма, борец за социализм и всеобщее избирательное право.

## Биография
Джордж Джулиан Харни, сын моряка, родился в Дептфорде на юго-востоке Лондона. В одиннадцатилетнем возрасте пошёл в мореходное училище в Гринвиче. Однако по стопам отца не пошёл и вместо службы на флоте он стал типографским рабочим, журналистом и приказчиком Генри Хетерингтона, редактора издания «Poor Man’s Guardian». За распространение этой газеты Гарни трижды заключали в тюрьму.

### В чартистском движении
Этот опыт радикализовал Гарни, в 1836 году ставшего одним из учредителей Лондонской ассоциации рабочих.
Под влиянием более радикальных идей Уильяма Бенбоу, Джеймса Бронтерре О’Брайена и Фергюса О’Коннора в январе 1837 году он уже был среди основателей революционной и открыто республиканской Демократической ассоциации, а вскоре стал требовать всеобщей забастовки, которая бы привела к восстанию и революционной смене политической системы.
На чартистском конвенте в 1839 году Гарни и Бенбоу убедили делегатов назначить её на 12 августа. Однако во время их пропагандистских поездок по стране с целью убедить рабочих присоединиться к забастовке их арестовали, а забастовка была отменена. Харни держали в тюрьме Уорвика, но когда он появился в Бирмингеме перед судом присяжных, тот отказался предъявить ему обвинение в подстрекательстве к мятежу или каком-либо другом преступлении.
Разочарованный неудачей, Гарни переехал в Эйршир (Шотландия), где женился на Мэри Камерон. Однако его изгнание длилось недолго, и в следующем году он стал чартистским организатором в Шеффилде. После забастовки 1842 года был одним из 58 чартистов, преданных суду в Ланкастере в марте 1843 года. Когда его приговор был отменен по апелляции, Гарни стал сотрудником центрального органа чартистов «Northern Star» («Северная звезда»), а два года спустя стал у главного редактора Фергюса О’Коннора одним из редакторов издания, оставаясь им до 1849 года.
В 1847 году Гарни выдвигался в депутаты как чартистский кандидат против Лорда Пальмерстона на от Эксетера в Девоне.

### Знакомство с Марксом и Энгельсом
Участвуя в борьбе за всеобщее избирательное право, Гарни в сентябре 1845 года участвовал в создании международной организации «Братские демократы». Именно через это общество он встретился и сблизился с Карлом Марксом и Фридрихом Энгельсом, убедив их писать для своих изданий. Приветствуя континентальные революции «Весны народов», Гарни в марте 1848 года съездил в Париж, где встретился с членами местного Временного правительства. Гарни боролся за социалистическую программу в профсоюзном движении и стал активистом Союза коммунистов, хотя и не полностью воспринимал марксистские идеи.
Впрочем, даже его ограниченных попыток использовать «Northern Star» для пропаганды социализма хватило, чтобы Фергюс О’Коннор заставил его покинуть пост главного редактора газеты. Гарни основал свою собственную газету, «Red Republican» («Красный республиканец»). При поддержке своего друга Эрнеста Чарльза Джонса Гарни в этой газете занимался просвещением рабочего класса о социализме и пролетарском интернационализме. В 1850 году «Red Republican» опубликовал первый перевод на английский язык Манифеста Коммунистической партии, сделанный социалисткой, феминисткой и журналисткой Хелен МакФарлейн (писала под псевдонимом Горард Мортон). Из-за финансовых трудностей «Red Republican» был закрыт в декабре 1850 года. За ним последовали новые издания Гарни: «Friend of the People» (декабрь 1850 — апреле 1852), «Star of Freedom» (апрель 1852 — декабрь 1852) и «The Vanguard» (январь 1853 — март 1853). Однако в условиях спада чартистского движения он временно отошёл от пролетарского движения и, переехав в Ньюкасл, работал на буржуазного радикала Джозефа Коуэна в его газете «Northern Tribune», однако был оттуда уволен за ярую поддержку Севера в Гражданской войне в ноябре 1862 года.

### Эмиграция в США и возвращение в Англию
Затем в мае 1863 года Гарни эмигрировал в Соединённые Штаты Америки, где жил с перерывами до 1888 года, работая клерком в Капитолии штата Массачусетс. Стал членом Первого Интернационала. После выхода на пенсию он вернулся в Англию, где вёл еженедельную колонку для «Newcastle Chronicle». Харни скончался 9 декабря 1897 г. в возрасте 80 лет и был похоронен на кладбище в Ричмонде, юго-западном Лондоне.